# Liste von Bibliotheken in Polen
Hier erfolgt eine Auswahl von Bibliotheken in Polen.

## Bibliotheken nach Städten
- Breslau: Ossolineum
- Breslau: Universitätsbibliothek Breslau
- Katowice: Schlesische Bibliothek (Biblioteka Śląska)
- Kórnik: Kórnik-Bibliothek
- Krakau: Jagiellonische Bibliothek (Biblioteka Jagiellońska) der Jagiellonen-Universität
- Opole: Eichendorff-Zentralbibliothek
- Posen: Raczyński-Bibliothek (Biblioteka Raczyńskich),
- Posen: Universitätsbibliothek Posen
- Radom: Kulczycki-Palais
- Stettin: Pommersche Bibliothek (Książnica Pomorska)
- Warschau: Nationalbibliothek (Biblioteka Narodowa)
- Warschau: Parlamentsbibliothek (Biblioteka Sejmowa, BS)
- Warschau: Universitätsbibliothek Warschau
- Warschau: Stadtbibliothek Warschau

## Fachbibliotheken
- Opole: Eichendorff-Zentralbibliothek
- Warschau: Parlamentsbibliothek (Biblioteka Sejmowa, BS)

## Ehemalige Bibliotheken
- Bibliothek Schloss Plathe
- Hauptbibliothek der Judaistik
- Załuski-Bibliothek